# Rákosi-címer

Rákosi-címer

A köznyelv Rákosi-címernek nevezi a Magyar Népköztársaság Alkotmányával (1949. évi XX. törvény) elfogadott új állami jelképet, amely a Kossuth-címert váltotta fel. Heraldikai szempontból nem tekinthető címernek (antiheraldikus), mivel nem tartalmaz címerpajzsot.
E címer 1949. augusztus 20-tól került használatba, 1957. május 23-án (1957. évi II. törvény 3. §-a) helyezték hatályon kívül, és a rendszerváltásig használatos címerrel („Kádár-címer”) váltották fel.

## Leírása
Az 1949. évi XX. törvény 67. §-ának alapján a Magyar Népköztársaság címere a következő volt:
„Kétoldalt búzakoszorúval egybefogott, kerek világoskék mezőben kalapács és búzakalász; a mező felső részén a mezőre sugarakat bocsátó ötágú vörös csillag, alján redőzött piros-fehér-zöldszínű szalag.”

## Érdekességek
- Rákosi Mátyás azzal indokolta az új államcímer bevezetését, hogy a "Kossuth-címer nem fejezi ki, hogy Magyarország a dolgozó munkások és parasztok országává vált."
- A „Rákosi-címer” nagyon sok tekintetben hasonlóságot mutat a szovjet tagköztársaságok címereivel
- A „Kossuth-címeres” pecsétek „Rákosi-címeres” pecsétekre való kicserélését kizárólag a központilag elrendelt állami intézményeken keresztül lehetett megoldani.
- A Kossuth-címerrel ellátott zászlókon a címert a zászló színeire kellett átfesteni, illetve a régebbi címerre rá kellett varrni az államcímert.

- 1883-ban (1883. évi XVIII. törvénycikk[1]) már bevezettek egy törvényt, mely szerint tilos használni az államcímert vállalatoknak, illetve magánszemélyeknek. Viszont az 1949-es változtatások alapján az állami és más közületi vállalatok külön miniszterelnöki engedély alapján használhatják az államcímert. A címerhasználatra vonatkozó rendelkezések megszegői kihágást követtek el, és hat hónapig terjedő elzárással voltak büntethetők.
- Az új alkotmányában meghatározottaknak megfelelően 1949 őszén a Honvédelmi Minisztérium körrendeleteket adott ki, mely szerint a hadsereg zászlóin a Kossuth-címer helyett az államcímert kell alkalmazni, illetve az új zászlók átvételéig a jelenlegi zászlón a Kossuth-címert haladéktalanul le kell takarni az új címer ábrázolásával.
- 1956-ban kivágták a Rákosi címert a nemzeti zászlókból, ezzel jött létre a forradalom egyik jelképe, a lyukas zászló.